# 安乎バスストップ
安乎バスストップ（あいがバスストップ）とは、兵庫県洲本市安乎町山田原の神戸淡路鳴門自動車道本線上にあるバス停留所である。
時刻表やバス停ポールには本四安乎と表記されており、2001年1月31日までは淡路・徳島線の急行バスが停車していた。2001年2月1日 - 2010年1月22日は淡路交通のみ停車。2010年1月23日より本四海峡バスが停車開始。
バスストップとその周辺に乗車券売り場はない。

## 発着バス
交通系ICカード利用可能

### クローズドドアシステム
- 本四海峡バス・神姫バス
  - 下り線■各停タイプの降車のみ

### その他
- 淡路交通
  - 舞子・福良線（■各停タイプ） 福良〜高速舞子

## その他
- 周囲には一般バス路線は存在しないが、付近を兵庫県道468号明神安乎線が通っている。
- 無料駐車場あり（位置：北緯34度24分30.5秒 東経134度51分54.7秒 / 北緯34.408472度 東経134.865194度）。
- 安乎バスストップのある安乎町山田原の西隣は淡路市木曽上畑、北隣は淡路市木曽上である。

## 周辺
- 山田原公会堂
- 真浄寺
- 安国寺淡路別院
- 鬼子母神社

## 隣
E28神戸淡路鳴門自動車道
(7)津名一宮IC/BS - 安乎BS - (7-1)淡路島中央スマートIC/BS